# Bernardo Bonezzi
Bernardo Bonezzi (Madrid, 6 juillet 1964 - Madrid, 30 août 2012) est un chanteur, guitariste et compositeur de musique de film espagnol.

## Biographie

### LaMovida
Fils d'un Italien et d'une Brésilienne, Bernardo Bonezzi joue de la guitare à six ans, compose à dix ans et intègre son premier groupe à treize ans. Figure majeure de la Movida, il est d'abord lié au groupe punk Kaka de Luxe mais est surtout connu comme leader entre 1979 et 1982 des Zombies, intégré également par sa compagne Tesa Arranz. Ce groupe pop postmoderne, influencé par le glam rock et la new wave, a pour idoles Marc Bolan, David Bowie et Bryan Ferry (dont Bonezzi adopte le style vestimentaire). Les Zombies enregistrent deux disques : Extraños juegos en 1980 et La muralla china en 1981 ; ils sont célèbres pour le tube Groenlandia en 1980, l'un des hymnes de la Movida. Bonezzi, dont la précocité lui vaut le surnom de "Mozart de la Movida", participe pleinement au bouillonnement madrilène de cette époque : son appartement du seizième étage de la Tour de Madrid est un lieu de rendez-vous couru.

### Travail avecPedro Almodóvar
En 1982, les Zombies se séparent et Bonezzi compose un disque pour le groupe de Pedro Almodóvar et Fabio McNamara : Suck It To Me / Gran Ganga. Le réalisateur manchègue lui demande ensuite de composer les musiques de ses films des années 1980 : Le Labyrinthe des passions en 1982, Qu'est-ce que j'ai fait pour mériter ça ? en 1984, Matador en 1986, La Loi du désir en 1987 et enfin Femmes au bord de la crise de nerfs en 1988.

### Compositeurreconnu demusique de film
C'est par hasard que Bonezzi s'est ainsi spécialisé dans la musique de film. Son travail sur Femmes au bord de la crise de nerfs lui vaut une première nomination (sur quatre) au Goya de la meilleure musique originale : c'est désormais un compositeur reconnu parmi les professionnels du milieu. La même année, il compose la musique du classique du cinéma péruvien La gueule du loup de Francisco J. Lombardi. Bonezzi devient dans les années 1990 le compositeur attitré de Manuel Gómez Pereira (cinq films dont Entre les jambes en 1999) et d'Agustín Díaz Yanes : sa partition pour Personne ne parlera de nous quand nous serons mortes lui vaut le Goya de la meilleure musique originale en 1997, et celle pour Sans nouvelles de Dieu le prix du Círculo de Escritores Cinematográficos (ainsi qu'une nouvelle nomination au Goya). En plus de nombreuses autres bandes-sons pour le cinéma (pour Enrique Urbizu, Icíar Bollaín, Susan Seidelman...), il travaille pour la télévision, composant par exemple le populaire thème de Farmacia de guardia d'Antonio Mercero.

### Dernières années
En 2002, il cesse de travailler pour le cinéma et compose une trilogie de disques instrumentaux dédiés aux heures du jour : La hora del lobo en 2004, La hora azul en 2006 et La hora del té en 2007. Il offre un dernier album en 2012, La esencia de la ciencia, retour aux chansons pop. Il meurt cette même année, à quarante-huit ans.

## Sources et liens externes
- Magali Dumousseau-Lesquer, La Movida : au nom du Père, des fils et du Todo vale, Marseille, Le Mot et le Reste, 2012, 352 p. (ISBN 978-2-36054-053-2)
- (es) « Muere Bernardo Bonezzi, el triunfador ms joven de la Movida », ABC,‎ 30 août 2012 (lire en ligne)

- Ressources relatives à la musique :   - Discogs
  - MusicBrainz
  - Muziekweb
- Ressource relative à l'audiovisuel :   - IMDb
- Notices d'autorité :   - VIAF
  - ISNI
  - BnF (données)
  - IdRef
  - LCCN
  - GND
  - Espagne
  - Pologne
  - Israël
  - NUKAT
  - Norvège
  - Tchéquie
  - WorldCat
- [vidéo] « Groenlandia », sur YouTube
- [vidéo] « La soledad de Gloria », sur YouTube, thème composé pour Qu'est-ce que j'ai fait pour mériter ça ? et réutilisé dans La Loi du désir